# Сфера (целевая программа)
Федеральный проект «Комплексное развитие космических информационных технологий» («Сфе́ра») — проект российской глобальной многофункциональной инфокоммуникационной спутниковой системы (ГМИСС), федеральная целевая программа (ФЦП) комплексного развития космических информационных технологий на период до 2030 года, включающая в себя космические проекты в различных областях.
Планировалось, что к 2030 году группировка, созданная в рамках программы «Сфера», должна насчитывать 640 космических аппаратов.
Развитие «Сферы» также позволит организовать в России массовое движение беспилотников как в воздушном пространстве, так и на земле.

## История
Программа «Сфера» была объявлена как развитие ранее анонсировавшейся глобальной спутниковой системы «Эфир», также известной как «Глобальная многофункциональная инфокоммуникационная спутниковая система» (ГМИСС), призванной конкурировать с зарубежными системами глобальной спутниковой связи OneWeb и Starlink.
Первые работы по подготовке проекта «Эфир» компанией «Российские космические системы» начались в 2015 году. В проекте предлагалось задействовать спутники связи (в том числе геостационарные), сотовые сети, а также атмосферные спутники — электросамолёты-беспилотники, способных месяцами летать в атмосфере на большой высоте.
Создание спутниковой системы связи было предусмотрено утверждённой летом 2017 года программой «Цифровая экономика» (рассчитана до 2024 года).
Впервые о планах «Роскосмоса» создать российскую глобальную спутниковую систему связи под рабочим названием «Глобальная многофункциональная инфокоммуникационная спутниковая система» (ГМИСС) стало известно в ноябре 2017 года. Проект создания спутниковой системы вошёл в план мероприятий госпрограммы «Цифровая экономика». В декабре 2017 года правительственная комиссия по использованию информационных технологий под руководством премьер-министра Дмитрия Медведева утвердила проект.
У нас есть своя программа ... «Сфера», которая предполагает запуск на ближайшие несколько лет 600 с лишним спутников, которые будут заниматься и позиционированием, и зондированием Земли, и связью. Это будет вообще прорыв.
Это ещё одно направление, где мы можем осуществить прорыв, потому что качество связи будет такое, что сможет, по сути, заменить кабельную связь и по качеству и по охвату всей территории будет не хуже, но должна быть дешевле и доступнее. Это в целом может привести к абсолютной революции в сфере связи.
В мае 2018 года «Роскосмосом» была официально представлена глобальная спутниковая система «Эфир». Предполагалось, что система «Эфир» будет состоять из 288 спутников с орбитой высотой 870 км и обеспечит полное покрытие сигналом поверхности Земли. По данным компании «Российские космические системы» (РКС), которая является дочерней компанией госкорпорации «Роскосмос», система «Эфир» по проекту обладала бы работоспособностью даже при отключении наземной инфраструктуры. В РКС тогда также сообщали, что система «Эфир» могла бы одновременно обеспечивать связью 10 тыс. подвижных объектов транспорта, 10 тыс. точек коллективного доступа в интернет, 10 млн абонентов персональной связи и обеспечить порядка 1 млрд транзакций в сутки по защищённым каналам с минимальными задержками сигнала — от 5 до 15 миллисекунд. Развёртывание системы планировалось к 2025 году. Предварительная стоимость проекта была оценена в 299 млрд рублей. Расчётная рентабельность проекта предполагалась при подключении десяти миллионов абонентов с их расходами по 100 долларов в год.
В июне 2018 года стало известно, что система получила новое название — «Сфера». По проекту количество спутников связи в группировке было увеличено в более чем два раза до 640 искусственных спутников связи и дистанционного зондирования Земли, а запуск первой части спутников должен состояться на три года раньше, в 2022 году. Запуск всей группировки из 640 малых спутников связи, по замыслу разработчиков системы, должен быть произведён за 6 лет с 2022 по 2028 год. В «Сферу» должны были войти как существующие проекты — навигационная система ГЛОНАСС, телевещательная «Экспресс», система персональной спутниковой связи «Гонец», так и новые — система спутниковой связи «Экспресс-РВ», глобальная система передачи данных для интернета вещей «Марафон», система ретрансляции «Луч», среднеорбитальная система широкополосного доступа в интернет «Скиф» и спутниковая система связи «Эфир».
Планировалось, что к 2030 году группировка, созданная в рамках программы «Сфера», должна насчитывать 640 космических аппаратов, в том числе 288 спутника «Эфир». По другим данным, в рамках программы «Сфера» должно быть запущено не менее 227 спутников связи (более точное количество не указывается, явно меньше заявленных 288 спутников только для группировки «Эфир») на геостационарной, высокоэллиптической, средних и низких орбитах и 251 спутник дистанционного зондирования Земли, упоминания о спутниках навигации в рамках этой программы отсутствуют. На выставке «Армия-2020» было сообщено о том, что при реализации программы «Сфера» состав российской спутниковой группировки к 2030 году превысит 500 аппаратов.
По более поздним данным, «Эфир» исключён из нацпрограммы «Сфера». В обновлённой версии федерального проекта «Информационная инфраструктура» национальной программы «Цифровая экономика», с 2021 года прекращается финансирование проекта создания ГМИСС «Эфир». «Гонец», «Луч» и ГЛОНАСС в программе «Сфера» так же уже не упоминаются, но в рамках этой программы предусмотрено также развитие геостационарной группировки Ямал, принадлежащей АО «Газпром космические системы» и создание нескольких спутниковых группировок для целей оптического и радиолокационного зондирования Земли.
Правительство РФ заложило в бюджет на 2020—2022 годы более 10 млрд рублей на создание проекта создания группировки «Сфера». Также, в 2020 году Роскосмос запланировал выделить средства на начало работ по формированию облика орбитальной группировки «Сфера».
Согласно сайту госзакупок, необходимо 132 миллиарда рублей на запуски ракет «Союз», 72,72 миллиарда рублей на лёгкую «Ангару» и 120 миллиардов рублей на тяжёлые ракеты «Ангара», то есть суммарно 324,72 миллиарда рублей на изготовление ракет.
25 октября 2021 года глава Роскосмоса Дмитрий Рогозин на 72-м Международном астронавтическом конгрессе в Дубае сообщил, что по программе «Сфера» принято решение формировать пять группировок связи (спутники серии «Ямал», «Экспресс-РВ», «Экспресс», «Скиф», «Марафон IoT») и пять группировок наблюдения в различных диапазонах («Смотр», «Беркут-О», «Беркут-S», «Беркут-VD», «Беркут-X,L,P»), но прежде всего это будут радиолокационные аппараты, которые смогут обеспечить освещение обстановки в Арктике.
22 ноября 2021 года глава Роскосмоса Дмитрий Рогозин сообщил, что госкорпорация получила первые средства на программу в размере свыше 12 млрд рублей.
29 ноября 2021 года исполнительный директор Роскосмоса по перспективным программам и науке Александр Блошенко сообщил СМИ, что госкорпорация завершила отбор исполнителей по приоритетным работам проекта «Сфера». Работы начинаются с создания спутников связи и проведения исследований по ключевым технологиям создания малых космических аппаратов. В свою очередь директор департамента перспективных программ и проекта «Сфера» Роскосмоса Сергей Прохоров уточнил СМИ, что в рамках приоритетных работ планируется создание унифицированных платформ и разработка межспутниковой лазерной связи. Все работы будут выполнены до конца 2024 года.
7 апреля 2022 года директор департамента перспективных программ и проекта «Сфера» Роскосмоса Сергей Прохоров на XIV международной конференции Satellite Russia & CIS сообщил, что правительство России одобрило федеральный проект «Сфера». Объём финансирования, который заложен по программе на ближайшие 10 лет, будет обеспечен, поскольку проект был согласован с министерством цифрового развития, Минэкономразвития и Минфином.
12 апреля 2022 года глава Роскосмоса Дмитрий Рогозин сообщил СМИ, что до конца апреля планируется развернуть работы по созданию системы как минимум из четырёх аппаратов «Экспресс-РВ», он будут запущены в 2025 году.
26 апреля 2022 года исполнительный директор Роскосмоса по перспективным программам и науке Александр Блошенко сообщил СМИ, что госкорпорация завершит анализ предложений от предприятий по созданию спутников «Беркут» в течение года, сейчас есть несколько предложений, в том числе от ИСС им. Решетнева, ВНИИЭМ, холдинга «Российские космические системы».
8 июня 2022 года пресс-служба Роскосмоса сообщила, что госкорпорация поддерживает привлечение частных космических компаний (в частности — компания «Спутникс») к созданию многоспутниковой орбитальной группировки «Сфера».
15 июня 2022 года в пресс-службе Роскосмоса сообщили, что госкорпорация в ближайшее время отправит в правительство пересмотренный проект Федеральной космической программы, в котором приоритетным станет финансирование российской спутниковой группировки. Ранее глава Роскосмоса Дмитрий Рогозин заявил, что основная задача, стоящая сейчас перед российской ракетно-космической отраслью — кратное увеличение орбитальной группировки. По его словам, только после достижения этой цели можно будет заняться разработкой новых двигателей и ракет.
23 октября 2022 года был выведен на орбиту первый спутник по программе «Сфера» — «Скиф-Д», предназначенный для отработки технических решений и защиты орбитально-частотного ресурса будущей группировки «Скиф», а также для изучения работы аппарата и радиационных нагрузок на него на средней околоземной орбите. Сборка и испытания «Скиф-Д» началась в августе 2022 г.
7 декабря 2022 года в Роскосмосе стартовала двухлетняя научно-исследовательская работа «Ксенон», в рамках которой многоспутниковая группировка программы "Сфера" будет обеспечена бесперебойной поставкой ксенона. В частности, будут разработаны требования к составу ксенона, целесообразности использования отработанного ксенона, предполагается сформировать гарантированный отраслевой запас ксенона, построить эффективные схемы производства и кооперации для снабжения предприятий им, исследовать возможности применения альтернативных ксенону рабочих тел для электроракетных двигателей. Среди предприятий-участников научно-исследовательской работы: организация "Агат", ОКБ "Факел", Центр Келдыша, ЦЭНКИ, Московский авиационный институт, Высшая школа экономики и "Криогенмаш". 8 декабря 2022 года генеральный директор организации "Агат" Никита Казинский сообщил СМИ, что создание ксенона для нужд многоспутниковой группировки программы "Сфера" будет объединять несколько производств, а всего для обеспечения нужд группировки "Сфера" потребуется 1000 баллонов ксенона на сумму 35,4 млрд рублей при текущем годовом потреблении в 8 тонн. Для получения ксенона из воздуха требуется воздухоразделительная установка, создаваемая металлургами, которая обычно используется для подачи кислорода в печи. Такую установку Роскосмос строить не будет, это будет либо партнерство с металлургами, либо онсайт-технология.
14 августа 2023 года Роскосмос сообщил, что ИСС им. Решетнева заключила государственный контракт с госкорпорацией на создание двух космических аппаратов системы спутниковой связи "Скиф"; кроме двух спутников, специалисты предприятия также изготовят наземные специальный комплекс и комплекс управления. 7 сентября Роскосмос сообщил, что ИСС им. Решетнева заключила государственный контракт с госкорпорацией на изготовление более 130 космических аппаратов многоспутниковой системы передачи данных «Марафон IoT». Специалисты предприятия разработают и изготовят пять опытных космических аппаратов «Марафон», а затем поэтапно создадут 132 штатных спутника, что составит половину орбитальной группировки системы «Марафон IoT». Также по условиям контракта в решетневской фирме будет организован участок для их серийной сборки.
23 октября 2023 года Роскосмос сообщил, что в состав "Сферы" войдет проект системы глобального мониторинга Земли "Грифон". Предполагается, что группировка обзорной оптико-электронной съемки будет включать 136 космических аппаратов на базе платформы формата CubeSat; проект будет реализовываться на базе специализированного отраслевого оператора с привлечением внешних инвестиций. Система позволит получать данные каждые 30 часов с территории России и не реже 38 часов по всему миру. Она также будет анализировать данные, чтобы выявлять изменения природных явлений и техногенных процессов, регулировать транспортные потоки и осуществлять мониторинг добычи полезных ископаемых. Развертывание группировки аппаратов "Грифон" начнется в 2024 году с запуска четырех экспериментальных образцов, а основная группировка будет запускаться в период с 2025 по 2026 год.

## Предназначение
Программа «Сфера» подразумевает запуск спутников связи и дистанционного зондирования Земли. Аппараты будут предоставлять широкополосный доступ в Интернет, а также Интернет вещей для 50 миллионов пользователей. Также «Сфера» обеспечит специальную связь — президентскую, правительственную, ведомственную.
26 апреля 2022 года исполнительный директор Роскосмоса по перспективным программам и науке Александр Блошенко на международном навигационном форуме «Сфера» сообщил, что одно из направления программы «Сфера» будет направлено на развитие каналов связи, управления и навигации беспилотников.
5 ноября 2022 года заместитель генконструктора по разработке космических систем, общему проектированию и управлению космическими аппаратами АО «Информационные спутниковые системы» им. академика М. Ф. Решетнева Александр Кузовников сообщил СМИ, что главная задача спутников «Скиф» — сделать для конечного потребителя стоимость 1 мегабита информации сопоставимой с той, которую предоставляет наземный оператор.
31 марта 2023 года пресс-служба конгресса "Сфера" сообщила, что с 2026 года спутники "Скиф" обеспечат доступ в интернет в арктическом регионе. В настоящее время интернета на Северном полюсе почти нет. Современные космические системы позволяют разговаривать по телефону, посылать короткие СМС. При объединении мощностей нескольких спутников можно подключиться к дорогостоящему и очень медленному интернету. Обеспечение интернет-связи посредством спутников "Скиф" позволит улучшить работу не только объектов морского, но и воздушного транспорта, а также научных экспедиций, полярников, работников метеорологических служб и объектов энергетики.

«Сфера» — это заявка на полную независимость нашей страны в вопросе обеспечения бизнеса и государственных органов власти всеми космическими сервисами — связными, сервисами наблюдения, управления инфраструктуры. Безусловно, это создает колоссальный коммерческий результат.
Глава Роскосмоса Дмитрий Рогозин, 26 апреля 2022 года.

## Состав спутниковой группировки
Согласно первоначально представленному в 2018 году Роскосмосом проекту планировалось, что в состав «Сферы» войдут 542 космических аппарата, а развёртывание группировок пройдёт с 2024 по 2028 годы.
В мае 2021 года первый заместитель главы Роскосмоса Юрий Урличич заявил, что «Сфера» будет насчитывать около 380 спутников.
В 1 апреля 2022 года одобренный финансовым советником президента Мельниковым при Правительстве РФ 162 космических аппарата при финансировании в 180 млрд рублей. При этом Правительство РФ несмотря на согласования начало говорить о 95 млрд рублей. Для полномасштабного развёртывания спутниковых группировок (380 аппаратов) и обеспечения глобального покрытия всей поверхности Земли, а также создания самой современной системы коммуникаций и мониторинга, потребуется кратное увеличение бюджетного финансирования проекта «Сфера» до 2030 года.
22 октября 2022 года премьер Михаил Мишустин сообщил СМИ, что проектом создания многоспутниковой группировки «Сфера» предполагается создание спутниковой группировки более чем из 600 космических аппаратов. Однако, имеющиеся данные от Роскосмоса говорят о 162 аппаратах при государственном финансировании в 180 млрд рублей, а большая часть разбивки по спутникам относится к космической многоспутниковой группировке в 380 аппаратов.
21 декабря 2022 года глава Роскосмоса Юрий Борисов сообщил СМИ, что для потребителей мощностей группировки "Сфера" к 2030 году будет недостаточно. На рубеже 2025-2026 годов необходимо выпускать 200-250 спутников, к 2030 году — выйти как минимум на спутник в день. Поэтому госкорпорация будет вместе с частными компаниями, с привлечением внебюджетных средств работать над созданием более серьезной группировки.

### Связь и вещание
Услуги по широкополосному доступу к Интернету, интернету вещей, предоставление персональной связи.
- «Скиф-Д» — демонстрационный космический аппарат, предназначенный для защиты орбитального-частотного ресурса, выделенного будущей системе широкополосного доступа в Интернет «Скиф» и изучения особенностей эксплуатации космических аппаратов на средних околоземных орбитах[47]; первый спутник, запущенный в рамках программы «Сфера». Масса — не более 200 кг, энергопотребление — порядка 250 Вт. Выведен на среднюю круговую орбиту высотой 8070 км. Срок активного существования — три года[48]. При отработке спутника-демонстратора удалось достичь скорости передачи данных в 6,5 Мбит/сек[49].
- «Скиф» — 12 аппаратов (по четыре на каждой из трех орбитальных плоскостей)[50] для предоставления широкополосного доступа в Интернет, средняя круговая орбита 8070 км[51]. Масса штатных спутников «Скиф» будет составлять 1750 кг[нет в источнике]. В дальнейшем группировка будет строиться на базе космических аппаратов с активными фазированными антенными решётками, что позволит многократно повысить пропускную способность системы[нет в источнике]. Срок активного существования каждого аппарата составит 12 лет, после чего они будут заменяться на новые[52].
- «Марафон-IoT» — 264 аппарата[53] для интернета вещей и задач в области авиации[54], орбита 750 км в 12 орбитальных плоскостях (НОО), за один пуск будет выводиться от 22 до 44 аппаратов[55]. Срок активного существования каждого аппарата составит до пяти лет, после чего они будут заменяться на новые. Стоимость создания одного спутника — 35 млн рублей (на 2022 год). Ранее сообщалось, что спутников должно быть 264 при численности группировки в 380 спутников[56].
- «Ямал» — 2 подтверждённых аппарата до 2030 года, орбита 36 тыс. км (ГСО). Ямал-501 производства строящегося завода «Газпром СПКА» в 2024[57], Ямал-502 в 2025. Дополнительно планируется к запуску ещё 6 спутников данной серии (после 2030 видимо).[58]
- «Экспресс» — 7 аппаратов ГПКС для цифрового ТВ-вещания, орбита 36 тыс. км (ГСО).
- «Экспресс-РВ» — 4 аппарата для обеспечения Арктики интернетом и связью, орбита 39300/1000 км (ВЭО).
- "Экспресс-АМУ4" — 1 аппарат для предоставления услуг связи и вещания[прояснить] (на основе квалифицированной платформы среднего класса "Экспресс-1000")[59].

### ДЗЗ
Обзорная оптико-электронная съёмка, высокодетальная оптико-электронная съёмка, радиолокационная съёмка.
- «Смотр» — 3 спутника до 2030. Смотр-В производства строящегося завода «Газпром СПКА» до 2024. Всего до 2035 в 2020 планировалось запустить 6 спутников.[58]
- «Беркут-О» — 40 аппаратов обзорной съёмки поверхности (разрешение — 2-5 м на пиксель), орбита 600 км, полоса захвата 40-50 км[60].
- «Беркут-ВД» — 28 аппаратов высокодетальной съёмки поверхности (разрешение — около 0,4-1 м на пиксель), орбита 500 км, полоса захвата 10 км
- «Беркут-X», «Беркут-XLP» — 12 аппаратов радиолокационной съёмки поверхности, орбита 700 км.
- «Беркут-C» — 16 аппаратов обзорной съёмки поверхности среднего разрешения, орбита 700 км при численности группировки в 380 спутников.[56]
- «Грифон» — 136 аппаратов формата CubeSat для глобальной съемки земной поверхности.

## Заводы по производству спутников

### Газпром космические системы
В ноябре 2019 года компания «Газпром космические системы» начала строительство в подмосковном Щёлкове сборочного производства космических аппаратов для спутниковой системы «Сфера». Запуск завода в эксплуатацию планировался на 25 сентября 2022 года. Созданием завода занимаются итальянские компании «Кодест Интернешнл» и «Талес Аления Спейс Италия С.п. А».
По плану, завод сможет ежегодно производить до четырёх крупных космических аппаратов и до 100 малых спутников. В частности, это будут спутники связи «Ямал», спутники дистанционного зондирования Земли «СМОТР», а также малые аппараты «Марафон».
В июле 2020 генеральный директор АО «Газпром космические системы» Дмитрий Николаевич Севастьянов сообщил, что 6 спутников «Смотр» и 8 спутников «Ямал» планируется запустить в космос к 2035 году.
6 октября 2021 года замглавы «Газпрома» Виталий Маркелов в ходе Петербургского международного газового форума сообщил, что в 2022 году будет запущен завод по производству спутников для зондирования Земли.
16 июня 2023 года Роскосмос сообщил, что в настоящее время в Московской области завершается строительство административно-бытового корпуса сборочного производства космических аппаратов , ведется монтаж оборудования сборочных площадок и испытательных стендов.

### ИСС Решетнёва
Предприятие будет разрабатывать спутники «Марафон IoT» (предоставление услуг связи «интернету вещей») в количестве 264 единиц и «Скиф» (предоставление услуг широкополосного доступа в интернет (ШПД) коллективно пользования) в количестве 12 единиц.
По словам Д. Рогозина, запуск аппаратов «Скиф» будет обеспечивать развитие ШПД, а спутниковая группировка «Марафон IoT» будет способствовать предупреждению техногенных и экологических катастроф.
Система «Скиф» будет состоять из 12 спутников на орбите высотой 8070 километров,  масса «Скиф-Д» составит не более 200 кг, энергопотребление — порядка 250 Вт.
Работы над аппаратом широкополосного доступа в интернет «Скиф-Д» были начаты в «ИСС» во второй половине 2020 года.
По состоянию на октябрь 2021 года разработаны аванпроекты систем «Марафон IoT» и «Скиф». По «Скифу-Д» специалисты ИСС разрабатывают конструкторскую документацию на космический аппарат и его составные части. Одновременно на предприятиях кооперации ведётся разработка и изготовление комплектующих.
24 сентября 2021 года  «ИСС» сообщил, что предприятие приступило к изготовлению первого спутника «Скиф-Д»; в августе 2022 специалисты предприятия приступили к сборке и испытаниям аппарата. При этом, в сложившейся геополитической обстановке возникли определённые сложности с поставками необходимого оборудования для полезной нагрузки и спутниковой платформы, зарубежные компоненты были заменены отечественными аналогами.
Запуск первого аппарата запланирован на октябрь 2022 года. В 2024 году планируется запуск ещё двух, в 2026 — шести и в 2028 — четырёх спутников.
11 августа 2022 года «ИСС» сообщил, что предприятие приступило к проработке проекта по созданию спутников «Экспресс-РВ».
11 ноября 2022 года генеральный директор «ИСС» Евгений Нестеров сообщил СМИ, что предприятие разрабатывает модульную платформу, которая позволит перейти к «конвейерной сборке» спутников. Масштабируемые унифицированные космические платформы малых космических аппаратов создаются в рамках НИР «Типоряд». Данная технология позволит создавать около 50 спутников связи массой 500—1000 кг в год. Такую технологию планируется применять при создании космических аппаратов «Скиф» и «Гонец-М1» и для перспективных спутников «Глонасс».
19 декабря 2022 года Роскосмос сообщил, что по результатам эскизного проектирования группировки аппаратов «Марафон IoT» специалисты ИСС им. Решетнева предлагают изготавливать аппараты серийно, с периодичностью выпуска изделий — один спутник в два дня (численность группировки — 264 спутника для охвата всего земного шара). Для этого в ИСС создаются новые рабочие места поточной сборки и испытаний.
2 июня 2023 года ИСС Решетнева сообщило, что  рамках перехода на поточное производство космических аппаратов предприятие планирует изготавливать спутники "Гонец-М1" и "Скиф"массой от 100 до 1000 кг с тактом в семь дней. Спутники для интернета вещей "Марафон-IoT" планируется изготавливать по одному аппарату за полтора дня.

### Новые заводы
21 декабря 2022 года глава Роскосмоса Юрий Борисов сообщил СМИ, что госкорпорация планирует привлечь до 50 млрд рублей сторонних инвестиций на строительство двух новых производств по выпуску спутников. Один завод — в кооперации с ИСС им. Решетнева, который имеет компетенции в создании спутников. Другой - предположительно, в Московской области, поскольку в этом регионе имеется много других предприятий. Требуется оптимальная логистика, чтобы не возить материалы через всю страну.

## Оператор программы спутниковой системы «Сфера»
12 апреля 2022 года Роскосмос создал оператора «Сфера — космические информационные технологии» (ООО «Сфера») по развитию национальной многоспутниковой орбитальной группировки «Сфера» путём реорганизации оператора ООО «УанВеб», ранее работавшего совместно с британской компанией OneWeb. Новый оператор займётся эксплуатацией и предоставлением услуг на базе систем, входящих в Федеральный проект «Сфера». Его работа будет строиться в тесном сотрудничестве с отечественными операторами спутниковой связи — ФГУП «Космическая связь» и «Газпром космические системы».
26 апреля 2022 года глава Роскосмоса Дмитрий Рогозин на международном навигационном форуме «Сфера» предложил частному бизнесу войти в состав акционеров оператора спутниковой группировки «Сфера». По словам Рогозина, необходима гибкая структура, которая совместит интересы партнёрства между частными компаниями и госкорпорацией в переговорах с правительством РФ по обеспечению дальнейшего развития проекта «Сфера» и в целом орбитальной группировки России.
23 июня 2022 года генеральный директор государственного предприятия «Космическая связь» Алексей Волин сообщил СМИ, что оператор спутников связи и вещания «Экспресс-РВ» будет определён после того, как их запустят на орбиту (ожидается, что четыре аппарата могут быть запущены в 2025 году).

## Абонентское оборудование
25 апреля 2022 года глава Роскосмоса Дмитрий Рогозин сообщил СМИ, что абонентское оборудование для спутников «Экспресс-РВ» и «Скиф» будет изготовлено ПАО «Ярославский радиозавод».

## Наземные станции
Для системы спутниковой связи «Скиф» предполагается построить базовые земные станции в Мурманске, Норильске и Анадыре, каждая из которых будет оснащена четырьмя антенными постами.

## Критика хода реализации
2 ноября 2020 года президент России Владимир Путин потребовал от «Роскосмоса» объяснить задержку утверждения программы «Сфера». Глава «Роскосмоса» Дмитрий Рогозин обвинил в задержке правительство. В декабре 2020 года, отвечая на эту претензию Рогозина, вице-премьер Юрий Борисов сказал, что при общем сокращении бюджета в условиях пандемии сокращение на «Роскосмос» составило 10 % на ближайшую трёхлетку — оставшись таким образом примерно на уровне объёма прошлых лет. При этом Борисов отметил следующие показатели низкой эффективности управления «Роскосмоса» — один из самых худших показателей по освоению уже выделенных бюджетных средств и некачественное планирование. До сих пор, по прошествии уже трёх лет, нет не то, что плана программы «Сфера» с чёткой «дорожной картой», описанием результата и зафиксированными сроками на весь программный период, — нет даже чёткой её концепции; соответственно, нет и определённо заявленного её бюджета:
Сначала «Роскосмос» оценил «Сферу» в 3,3 трлн руб., из которых 2,8 трлн руб. — бюджетные. Следующая итерация была 1,8 трлн руб., из них 1,46 трлн — бюджетные. Видимо, об этом варианте вы говорите. Но есть и третья цифра — 800 млрд руб., которую «Роскосмос» заявил перед президентским совещанием. Надо понимать, под что конкретно просить деньги: цели, задачи и KPI.
Также позже прозвучала цифра в 180 млрд рублей за 162 спутника, при этом Правительство РФ пыталось выдать только 95 млрд рублей, хотя Роскосмос говорит о том необходимо 380 спутников, а это кратное увеличение стоимости программы. На октябрь 2022 всё ещё не ясно за счёт каких группировок на данной странице произошло сокращение количества спутников с 380 до 162 и стоит ли учитывать спутники, что производятся за счёт Газпрома.

## Оценка стоимости и финансирование
- В сентябре 2019 года проект одобрила Коллегия ВПК. По неофициальным данным, стоимость только изложения и обоснования концепции проекта «Сфера» — полтора триллиона рублей[81].
- По состоянию на ноябрь 2019 года решения по включению программы «Сфера» в бюджет 2020 года ещё не было[82].
- 20 февраля 2020 года директор департамента перспективных программ и проекта «Сфера» госкорпорации «Роскосмос» Сергей Прохоров сообщил СМИ, что на создание многофункциональной спутниковой системы «Сфера» планируют привлечь 350 млрд рублей из внебюджетных источников (в состав инвесторов входят российские и иностранные компании)[83].
- 6 ноября 2020 года член коллегии Военно-промышленной комиссии России Александр Иванов сообщил СМИ, что Роскосмос запросил у правительства 1,5 трлн рублей на создание многофункциональной спутниковой системы «Сфера»; эта сумма превышает размер всей Федеральной космической программы России на десятилетий период с 2016 по 2025 годы на момент утверждения, то есть ещё до секвестра[84].
- 5 июня 2021 года глава Роскосмоса Дмитрий Рогозин, выступая на ПМЭФ-21, сообщил, что создание спутниковой системы «Сфера» оценивается в 800 млрд рублей, из которых 500 млрд — внебюджетные средства[85].
- 8 октября 2021 года гендиректор ИСС им. Решетнева Николай Тестоедов сообщил СМИ, что в текущем году Роскосмосу должны быть выделены субсидии на опытно-конструкторские работы по системам «Марафон» и «Скиф», а рамках которых будут изготовлен и запущен спутник-демонстратор «Скиф-Д», а также разработан первый опытный образец аппарата «Марафон» и пилотная партия из 5-6 аппаратов (из плановых 250 спутников). Дальнейшее развёртывание полноценных спутниковых группировок должно быть профинансировано в рамках нацпроекта «Цифровая экономика»[86].
- 22 ноября 2021 года глава Роскосмоса Дмитрий Рогозин сообщил СМИ, что в 2022 году на «Сферу» будет выделено 7 млрд рублей, которые пойдут на создание двух лётных прототипов космических аппаратов «Скиф» и «Марафон». Вторая часть средств пойдёт на закупку ракет-носителей для выведения в 2024 году спутников связи «Экспресс-РВ» (финансирование создания аппаратов идёт от Минцифры, за ракеты-носители отвечает Роскосмос)[87].

### Дефицит ксенона
8 декабря 2022 года генеральный директор организации «Агат» Никита Казинский сообщил СМИ, что всего для обеспечения нужд многоспутниковой группировки по программе «Сфера» потребуется 1000 баллонов ксенона на сумму 35,4 млрд рублей.

### Финансирование
14 января 2022 года Роскосмос сообщил, что проекты создания многоспутниковых систем «Марафон IoT» и «Скиф», реализуемые ИСС им. Решетнева, получили государственное финансирование: для реализации проектов были выделены субсидии из федерального бюджета по направлению «Развитие перспективных многоспутниковых систем» госпрограммы «Космическая деятельность России».
В 2022 году планируется утверждение федерального проекта «Сфера» до 2030 года. В бюджете на плановый период с 2022 по 2024 годы предусмотрено финансирование основных мероприятий федерального проекта «Сфера» в размере 21 млрд рублей. Суммарный объём финансирования проекта «Сфера» составит около 180 млрд рублей.
12 июля 2022 года первый заместитель главы Роскосмоса Юрий Урличич на саммите деловых кругов «Сильная Россия-2022» сообщил, что Правительство РФ ещё 6 апреля одобрило финансирование создания многоспутниковой группировки «Сфера» в объёме 95 млрд рублей из требуемых 180 млрд.
22 октября 2022 года вице-премьер России Денис Мантуров сообщил СМИ, что проект создания многоспутниковой группировки «Сфера» в 2022 году профинансировали из федерального бюджета на 14 млрд рублей. В 2023 и 2024 годах предусмотрено примерно по 18 млрд рублей. В 2025 году зарезервировано ещё 8,5 млрд рублей. После 2024 года ожидается ежегодное увеличение финансирования программы «Сфера» — до 2030 года общий объём наращивания средств составит 95 млрд рублей бюджетных средств. Предусмотрено внебюджетное финансирование на поддержание геостационарной системы спутниковой связи «Ямал» и создание системы мониторинга «Смотр» с общим объёмом в 85 млрд рублей.
- 2021 год — 12 млрд рублей[23].
- 2022 год — 14 млрд рублей.
- 2023 год — 17,7 млрд рублей.[94]
- 2024 год — 18,6 млрд рублей.
- 2025 года — 8,5 млрд рублей.
- Период после 2025 года — 10 млрд рублей ежегодно[95].
- Всего: 120,8 млрд рублей

## Запуски
- 22 октября 2022 года — запуск одного спутника «Скиф-Д» (спутник-демонстратор) с космодрома Восточный[96].
- 2023—2024 год — запуск двух спутников «Марафон-Д» (спутники-демонстраторы)[97].
- 2024 год — запуск Смотр-В. Запуск Ямал-501.
- 2025 год — запуск аппаратов группировки "Беркут"[98]. Запуск Ямал-502.
- 2025 год — запуск четырёх спутников «Экспресс-РВ»[26].
- 2026 год — запуск одного спутника ДЗЗ "Пиксель-ВР"[99][100].
- 2026 год — Запуск двух спутников "Скиф" на одной ракете-носителе "Союз-2.1б".
- 2025 год — запуск пяти опытных образцов КА "Марафон IoT" (установочная предсерийная партия)[101].
- 2026 год — запуск 137 (из 264) космических аппарата группировки "Марафон IoT"[53][102].
- 2027 год — Запуск двух спутников "Скиф" на одной ракете-носителе "Союз-2.1б".